# Esbart Verdaguer
L‘Esbart Verdaguer fou una entitat artística fundada el 1945 dedicada a la recuperació i difusió de la dansa i les tradicions folklòriques de Catalunya, i els Països Catalans en general, mitjançant l'espectacle.

## Història
La creació de l'Esbart Verdaguer, probablement fou una conseqüència de la trobada de Josep Benet i Morell amb Manuel Cubeles i Solé. En una entrevista el 2010, el cofundador Benet diu sobre la situació tensa dels anys 1940 i els orígens de l'esbart: «ja que no podem cantar ni escriure en català, ballarem en català.» «L'Esbart Verdaguer era un somni necessari i convenient, fet per servir el meu poble que no veia el forat d'un pou.»
Començà amb el nom Institució Folklòrica Verdaguer l'any 1945 a Barcelona, per a convertir-se en Esbart Verdaguer el 1947, any en què fou registrat com a entitat pública. El 18 d'abril de 1948 es feu la presentació oficial al Palau de la Música Catalana amb un dels seus plens històrics. Precisament el mateix Palau es posà a la seva disposició i cada temporada hi havia funcions de l'Esbart amb gran èxit d'assistència. En l'aspecte musical, Lluís Moreno i Pallí portava la coreografia i arranjaments, i Joaquim Serra i Corominas la instrumentació. Fou un treball conjunt de grans mestres sota la direcció de Manuel Cubeles i Solé.
L'Esbart Verdaguer realitzà més de 160 actuacions en cinc anys. Actuà en nombroses ocasions als Països Catalans i a l'estranger. Cal destacar l'originalitat del vestuari amb dissenys d'Alexandre Cirici i Pellicer i de Jaume Picas i Guiu.
La primera junta va ser formada pel president Salvador Millet i Maristany, vicepresident Josep Ferrer i els vocals: Josep Benet i Morell, Manuel Cubeles i Solé, Alexandre Cirici i Pellicer, Jaume Picas i Guiu i Oriol Pascual i Parés. Altres membres foren: Salvador Mel·lo i Nicola, Antoni Ros i Marbà, Josep M. Espada, Ramon Trabal-Artés, Eulàlia Blasi, Anna Garcés i Delgado i Robert de Lanuza i Arús. L'Esbart tingué prop de 4.000 socis.
Es va dissoldre l'any 1987.

## Fons
El fons, donatiu el 2008 per la família Robert de Lanuza, de l'Esbart Verdaguer es conserva a la Biblioteca de Catalunya. Conté uns 4.865 documents: partitures i particel·les de dansa, així com la correspondència, fitxes de membres, programes, articles de premsa sobre l'esbart i els seus membres.